# Keshār-e Chamardān
Keshār-e Chamardān (persiska: كشار چمردان) är en ort i Iran.   Den ligger i provinsen Hormozgan, i den sydöstra delen av landet, 1 000 km söder om huvudstaden Teheran. Keshār-e Chamardān ligger 38 meter över havet och antalet invånare är 525.
Terrängen runt Keshār-e Chamardān är varierad. Runt Keshār-e Chamardān är det ganska glesbefolkat, med 50 invånare per kvadratkilometer. Närmaste större samhälle är Jamāl Aḩmad, 13,8 km sydost om Keshār-e Chamardān. Trakten runt Keshār-e Chamardān är ofruktbar med lite eller ingen växtlighet.